# 湍弄蝶屬
湍弄蝶屬（學名：Tromba）是弄蝶科弄蝶亞科中的一個屬。物種分佈於新熱帶界。

## 物種
- 湍弄蝶 Tromba tromba Evans, 1955
- 黃湍弄蝶 Tromba xanthura (Godman, 1901)